# Tessar
 (juin 2025).
Le Tessar est un objectif photographique à quatre lentilles fabriqué par Carl Zeiss, apparu en 1902, très réputé à l'époque pour le piqué et la qualité générale des images qu'il est capable de fournir, légèrement supérieur au triplet de Taylor.
Son nom est inspiré du mot grec ionien τέσσαρες (tessares), signifiant « quatre », en rapport avec ses quatre lentilles.

## Historique

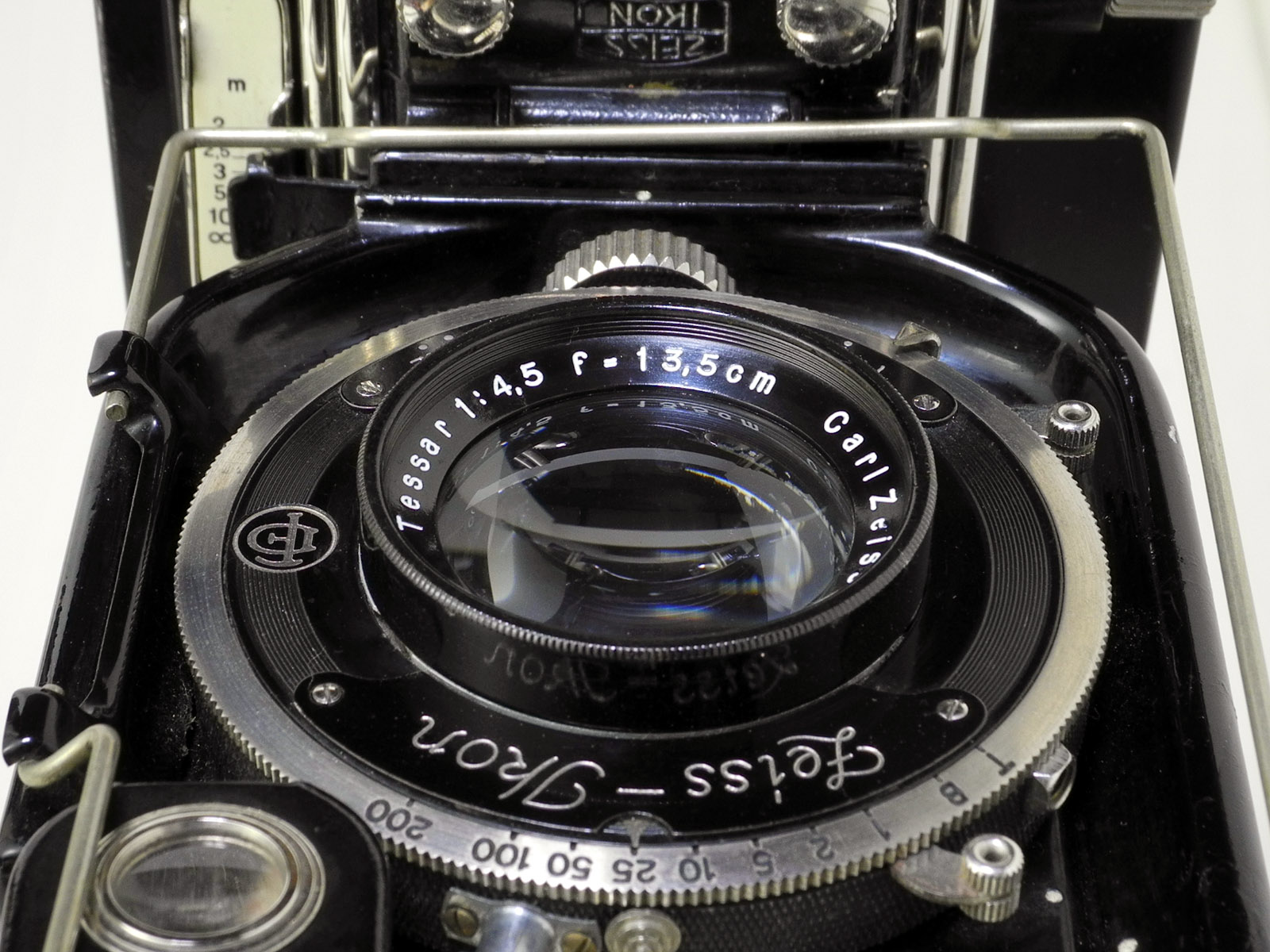
Zeiss Ikon 135 mm F 4,5.

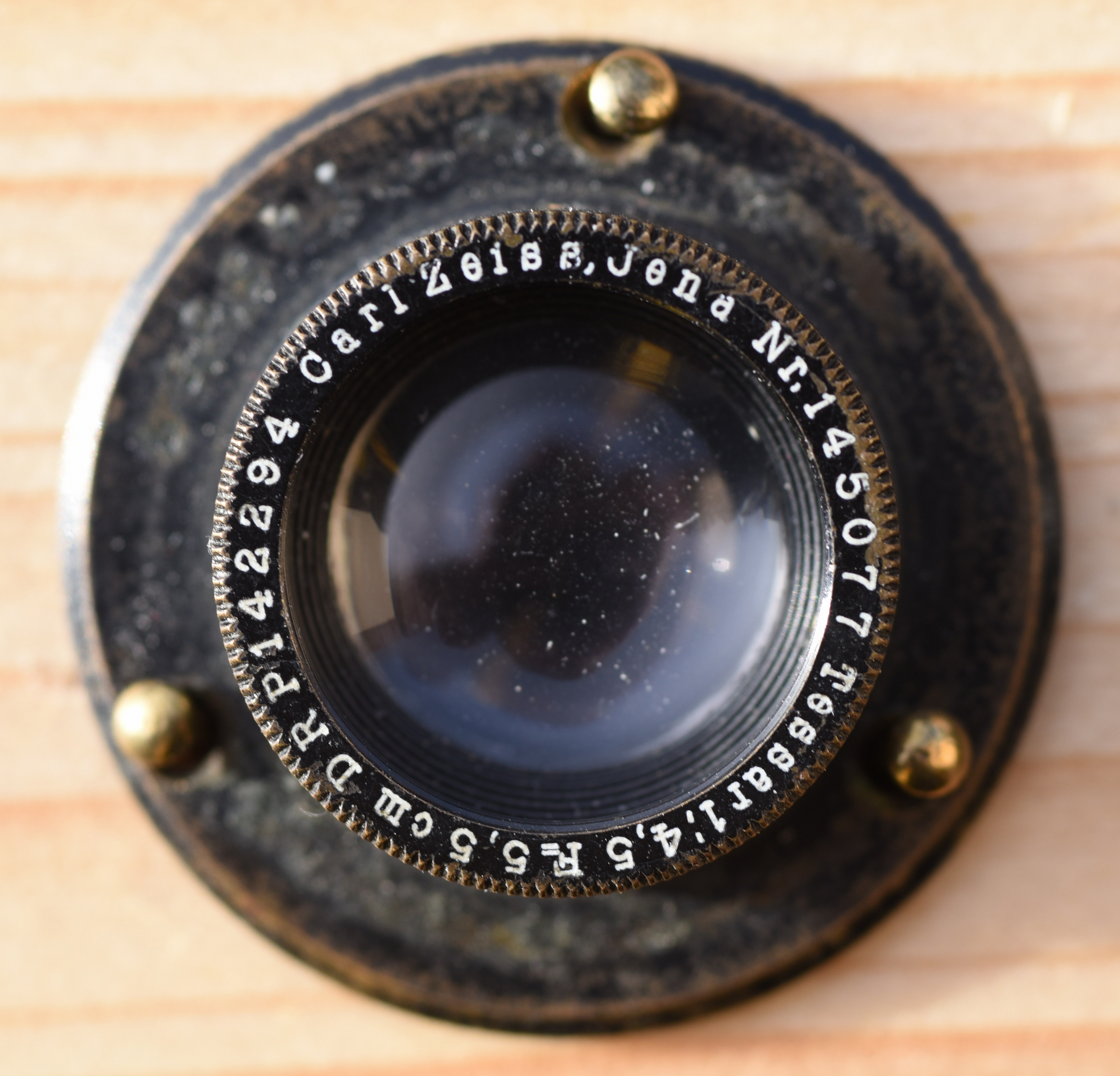
Carl Zeiss Jena, no 145077, Tessar 4,5 F 55 mm DRP 142294 (1910).

Au début du XXe siècle, c'était un objectif coûteux, mais moins que les autres objectifs anastigmat qui demandaient de multiples collages. Son créateur, Paul Rudolph, le dériva à partir du Protar. 
Il a équipé la plupart des appareils de Franke et Heidecke : Heidoscop, Rolleidoscop (1926), Rolleiflex (1929) et plus modernes.
Après 1945, on le trouve en fabrication aussi bien à Iéna (Carl Zeiss Jena), à l'Est, où il est monté, par exemple, sur le Certo Dollina ou le Belplasca (appareil stéréo), qu'à l'Ouest où il équipe, entre autres, les Contax et toute la descendance des Rolleiflex. Les lentilles sont alors traitées en surface pour la photographie en couleurs.

## Focales
Il existe en différentes focales (exemples d'appareils équipés de ces focales) :
- 3,5/37,5 mm : Belplasca (stéréo double 24 × 30)
- 3,5/40 mm : Rollei 35 (24 × 36)
- 2,8/50 mm : Certo Dollina (24 × 36)
- 4,5/55 mm : Heidoscop/Rolleidoscop (stéréo 45 × 107)
- 4,5/75 mm : Rolleiflex (6 × 6), Heidoscop/Rolleidoscop (stéréo 6 × 13)
- 2,8/28 mm : Nokia N8